# Cantó de Sotteville-lès-Rouen-Est
El cantó de Sotteville-lès-Rouen-Est és un cantó francès del departament del Sena Marítim, situat al districte de Rouen. Compta amb part de 2 municipis i el cap és Sotteville-lès-Rouen.

## Municipis
- Saint-Étienne-du-Rouvray (part)
- Sotteville-lès-Rouen (part)

## Història
| Data d'elecció                           | Identitat          | Partit | Qualitat |
| ---------------------------------------- | ------------------ | ------ | -------- |
| 1982-1993                                | Michel Grandpierre | PCF    |          |
| 1993-                                    | Claude Collin      | PCF    |          |
| les dades anteriors no són pas conegudes |                    |        |          |
|                                          |                    |        |          |

## Demografia
| A partir de 1990: Població sense dobles comptes |